# 南花ケ島町
南花ケ島町（みなみはながしまちょう）とは、宮崎県宮崎市内の地名。大宮地域自治区に属している。郵便番号は880-0055。

## 地理
宮崎市の中北部、大宮地域自治区の北側に位置する。宮崎神宮の北西方、大淀川左岸の低地帯に位置する。中心地は旧国道10号の市道であり、ロードサイド店舗が並ぶが、側道に入ると住宅地が並ぶ、
東方を花ケ島町、南方を神宮東3丁目、南西方を神宮、西方を下北方町と接する。

## 歴史
- 1927年 - 大字下北方、花ケ島より、南花ケ島町が成立。
- 1974年 - 南花ヶ島町・神宮東町・神宮町・御船町・江平町1丁目～3丁目・をもって神宮東が成立。

## 世帯数と人口
2023年（令和5年）9月1日現在の世帯数と人口は以下の通りである。
| 町丁       | 世帯数  | 人口   |
| ---------- | ------- | ------ |
| 南花ケ島町 | 527世帯 | 1023人 |

## 小・中学校の学区
市立小・中学校に通う場合、学区は以下の通りとなる。
| 町名             | 小学校               | 中学校               |
| ---------------- | -------------------- | -------------------- |
| 南花ケ島町の一部 | 宮崎市立大宮小学校   | 宮崎市立大宮中学校   |
| 南花ケ島町の一部 | 宮崎市立東大宮小学校 | 宮崎市立東大宮中学校 |

## 交通

### バス
宮交グループの運営するバスが営業している。

### 道路
- 国道10号(宮崎北バイパス)
- 宮崎内環状線